# 飼養動物

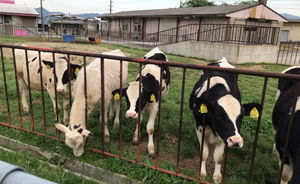
実験動物の牛。家畜ではない。

飼養動物（しようどうふつ、domestic animals）とは、人間が生活領域内で管理・飼養する所有者が存在する動物をいう。
野生動物の対義語であり動物および鳥類において飼養は各法で示されている。
家畜、展示動物、実験動物などはすべて個別の管理、法が存在するが、所有権が存在する管理されている動物はまとめて飼養動物と言われる。その科、属、種とは関係ない。

## 分類
野生動物の対義語に相当する。明確な定義文が存在するものではないが、環境省の資料から抜粋すると、動物の分類と飼養形態は次にようになっている。
- 家庭動物等（伴侶動物・学校飼育動物など）             ---終生飼養
- 展示動物　（動物園動物など）　　　　　　　　　    ---終生飼養
- 産業動物　（家畜）　　　　　　　　　　　        　  ---非終生飼養
- 実験動物　（動物実験に利用されている動物）     　   ---非終生飼養
- 野生動物　（人に飼養・保管されていない動物）  ------------

このうち野生動物以外の家庭動物等、展示動物、産業動物、実験動物　が人間が生活領域内で管理・飼養する動物で飼養動物となる。
これらはその動物の明確な所有権の有無により判断することが容易である。飼養動物とは明確な所有権が存在し、それが存在しない無主物が野生動物である。
一例として、
- 公園の鳩に連日のように給餌を行っていたとしても飼養とはならず、その鳩の明確な所有権が存在しないものは飼養動物ではなく野生動物
- 野良犬、野良猫というように、「野良」というものは給餌を受けることがあっても明確な所有権が存在しないものであるため野生動物
- 放牧し自然のものを摂餌していて給餌が奔放であったとしても、その所有権が明確なものは飼養動物　となる。

所有者とは、その動物を毀損した場合に賠償する具体的な相手方となるため管理者ではない。人間が生活領域内で管理・飼養するということは明確な所有者が存在し所有権を有するからである。これ以外は野生動物となる。
飼養動物にはそれぞれ飼養の基準が存在し、法も個別に存在している。所有されている動物というだけで同じではない。

## 管理基準と関連法
飼養動物のそれぞれにおいて飼養の管理基準や取り扱いその他、多角的に関連法が複数存在する。
一例として
- 実験動物においては「実験動物の飼養及び保管並びに苦痛の軽減に関する基準」（H18年環境省告示第88号）[2]
- 産業動物においては「飼料の安全性の確保及び品質の改善に関する法律」[3]
- 家庭動物等（ペットなど）であれば、「家庭動物等の飼養及び保管に関する基準」（R4年環境省告示第54号）[4]

また飼養動物のうち一部は動物の愛護及び管理に関する法律　によりその取り扱いが定められるなど、管理基準と関連法については複数が多岐に交差して存在する。